# Heiratsfieber
Heiratsfieber ist ein deutsches Lustspiel in drei Akten von Maximilian Vitus. Die Aufzeichnung erfolgte auf der Internationalen Funkausstellung 1983.

## Handlung
Der Bauer von der Au, Markus Grabmüller, hat als besten Freund den Großknecht Kilian, seit dieser ihm das Leben gerettet hat. Da Markus schlechte Erfahrungen mit den Frauen gemacht hat, ist er schlecht auf sie zu sprechen. Die beiden Mägde himmeln den Bauern an, aber Kilian weiß immer Rat. Dann kommt Christl auf den Hof und möchte als Magd beginnen. Sie hat aber wenig Ahnung von der Arbeit auf dem Bauernhof. Kilian hilft ihr, aber der Bauer, der sich in Christl verliebt hat, sich das aber nicht eingestehen will, deutet die Sache falsch und kündigt die Freundschaft. Aber am Schluss finden Christl und Markus dank Kilians Hilfe zusammen.

## Verfilmungen
- Der Komödienstadel Erstausstrahlung 11. September 1983
  - Markus Grabmüller: Gerhart Lippert
  - Kilian: Maxl Graf
  - Lena, die Haushälterin: Katharina de Bruyn
  - Magd Vroni: Manuela Obermaier
  - Knecht Urban: Michael Lerchenberg
  - Altknecht Leonhard: Max Grießer
  - Christl Angerer: Mona Freiberg
  - Trachtengruppe: Tölzer Trachtengruppe Krichstoana
  - Musik: Daxlwanger Musikanten
  - Regie: Olf Fischer[1][2][3][4]